# Phthorima parallela
Phthorima parallela är en stekelart som först beskrevs av Tohru Uchida 1957.  Phthorima parallela ingår i släktet Phthorima och familjen brokparasitsteklar. Inga underarter finns listade i Catalogue of Life.